# Obština Orjachovo
Obština Orjachovo (bulharsky Община Оряхово) je bulharská jednotka územní samosprávy ve Vracké oblasti. Leží v severozápadním Bulharsku v Dolnodunajské nížině, podél Dunaje u hranic s Rumunskem. Sídlem obštiny je město Orjachovo, kromě něj zahrnuje obština 6 vesnic. Žije zde přibližně 10 tisíc obyvatel.

## Sídla
Všechna sídla v obštině jsou samosprávná.
- Dolni Vadin
- Galovo
- Gorni Vadin
- Leskovec
- Orjachovo[p 1] (sídlo správy)
- Ostrov
- Selanovci

## Sousední obštiny
| Růžice kompasu |               |                   |                   | Růžice kompasu |
| Růžice kompasu | Mizija        | Sever             |                   | Růžice kompasu |
| Růžice kompasu | Mizija        | Obština Orjachovo |                   | Růžice kompasu |
| Růžice kompasu | Mizija        | Jih               |                   | Růžice kompasu |
| Růžice kompasu | Bjala Slatina | Kneža             | Dolna Mitropolija | Růžice kompasu |

## Obyvatelstvo
K 15. prosinci 2024 v obštině žilo 9 938 obyvatel a bylo zde trvale hlášeno 10 288 obyvatel. Podle sčítání 7. září 2021 bylo národnostní složení následující:
- Bulhaři: 7 339 (88.3 %)
- Romové: 864 (10.4 %)
- Turci: 58 (0.7 %)
- ostatní[p 3]: 51 (0.6 %)

V období 2011 až 2021 v obštině ubylo 2 579 obyvatel.